# Tajuria aerenis
Tajuria aerenis är en fjärilsart som beskrevs av Druce. Tajuria aerenis ingår i släktet Tajuria och familjen juvelvingar. Inga underarter finns listade i Catalogue of Life.